# تامی لاو
تامی لاو (انگلیسی: Tommy Law؛ ۱ آوریل ۱۹۰۸ – ۱۷ فوریه ۱۹۷۶) یک بازیکن فوتبال اهل اسکاتلند بود. 
وی از سال ۱۹۲۵ تا ۱۹۳۹ عضو باشگاه فوتبال چلسی بوده است و سابقه عضویت در تیم ملی فوتبال اسکاتلند را نیز دارد.